# Santa Pía
Santa Pía es un despoblado que actualmente forma parte de la localidad de Arenaza, del concejo de Real Valle de Laminoria, que está situado en el municipio de Arraya-Maestu, en la provincia de Álava, País Vasco (España).

## Historia
El despoblado de Santa Pía estaba formado por el monasterio de Santa Pía y Santa Cristina, fundada en el siglo X y un señorío anexo situados en el valle de Laminoria.
Bujanda fue otra población cuyos templo parroquial estaba vinculado a la abadía de Santa Pía, que contribuía con diezmos y sobre los que se nombraban beneficiarios.
El despoblado ocupaba una situación estratégica de retaguardia, al abrigo de razias, en la boca del valle que sirve de paso entre la cuenca alta del río Ega hacia la del Zadorra, conectando la Merindad de Estella con la Llanada Alavesa.
Álava sufrió numerosas razias durante los siglos VIII y IX, y la de Abderramán II se cree se hizo por esta ruta, hacia Guereñu.
Fue suprimido en 1786.
En la actualidad los habitantes de Guereñu todavía hacen rogativas a San Fausto Labrador, cuyos restos se guardan en la parroquia de Bujanda, que hasta el siglo XVII dependía de Santa Pía.
No debe ser mera coincidencia que en Cicujano, población aneja a Santa Pía, se celebren el 29 de agosto fiestas patronales en honor a San Juan Degollado, advocación que también lo fue de la parroquia de Bujanda hasta el siglo XX.
Actualmente sus tierras son conocidas con el topónimo de Santa Pía.